# Limnofregata
La limnofregata (gen. Limnofregata) è un uccello estinto, appartenente ai suliformi. Visse nell'Eocene inferiore (circa 55 - 49 milioni di anni fa) e i suoi resti fossili sono stati ritrovati in Nordamerica.

## Descrizione
Questo animale doveva essere molto simile alle fregate attuali (gen. Fregata), ma possedeva alcune caratteristiche distintive: il becco, ad esempio, era più corto e dall'apice meno uncinato, e le aperture nasali erano più lunghe e sottili. La specie tipo, Limnofregata azygosternon, era alta circa 30 - 40 centimetri e l'apertura alare era compresa tra i 100 e i 120 centimetri, ma la specie L. hasegawai era decisamente più grande, una differenza di taglia che si riscontra anche nei membri dell'attuale genere Fregata, con F. minor nettamente più grande di F. ariel. Il becco di Limnofregata, oltre a essere più corto e meno uncinato, era anche più robusto di quello delle fregate attuali e ricordava molto quello delle sule (gen. Sula e Morus); la specie L. hasegawai era dotata di un becco ancor più spesso di L. azygosternon, ma i piedi erano più piccoli, una condizione che ancora una volta si riscontra nelle specie attuali. Oltre che per le caratteristiche craniche, Limnofregata si distingueva da Fregata per le ali più corte e le zampe posteriori più allungate.

## Classificazione
Il genere Limnofregata venne descritto per la prima volta nel 1977 da Storrs L. Olson, sulla base di fossili molto ben conservati, provenienti dal ben noto giacimento di Green River nello Wyoming; la specie tipo è L. azygosternon. Nel 2005 è stata descritta la specie L. hasegawai, proveniente dallo stesso giacimento e anch'essa basata su fossili ben conservati. Nel 2014 è stata poi descritta L. hutchisoni, basata su fossili frammentari (un coracoide e un omero) provenienti dalla formazione Wasatch, di almeno due milioni di anni più antica della formazione Green River. La taglia di questo esemplare doveva essere comparabile a quella dell'attuale Fregata magnificens.

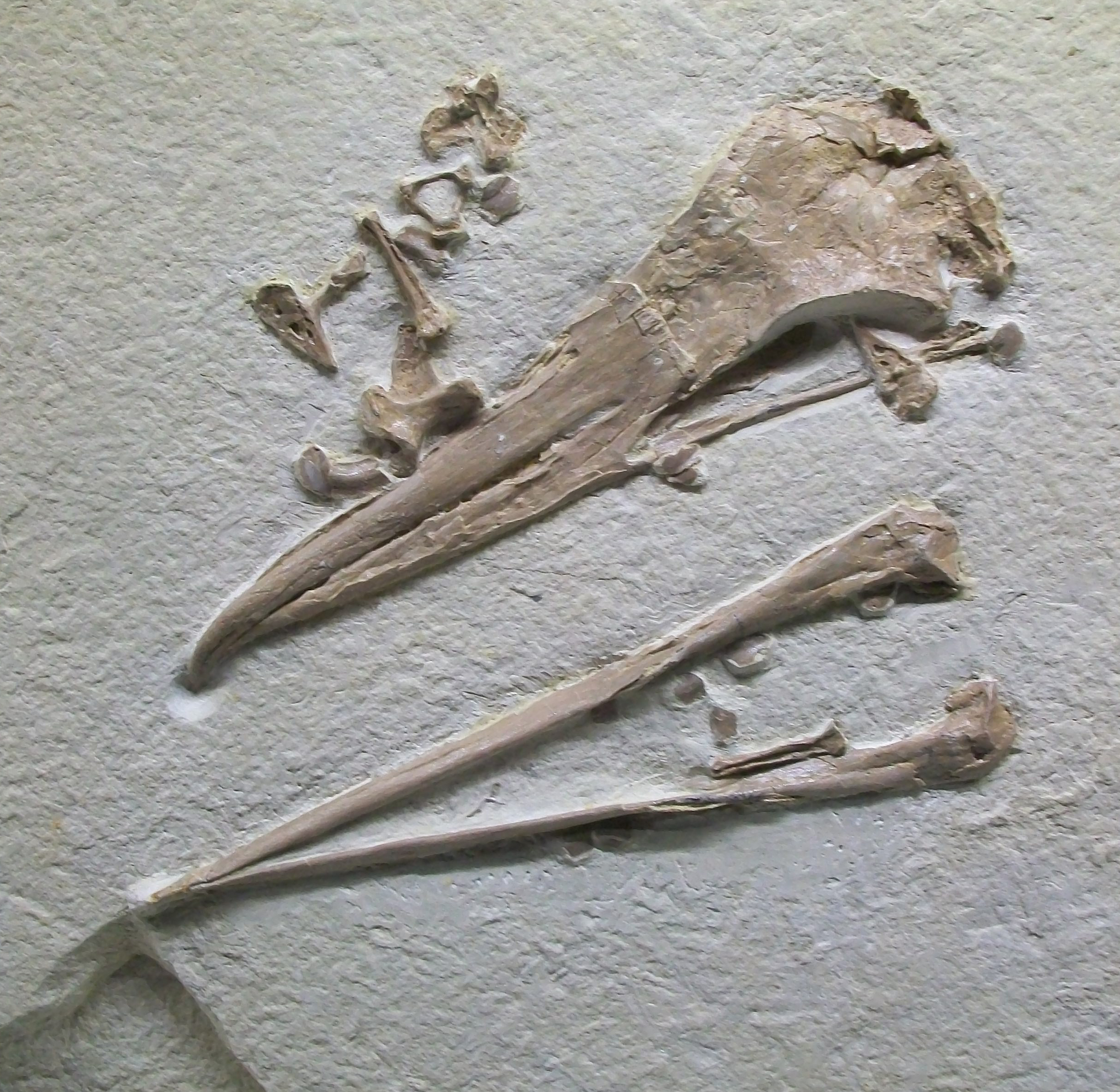
Fossile di Limnofregata hasegawai

Benché alcune caratteristiche morfologiche del becco richiamino i sulidi, Limnofregata è considerato un rappresentante basale dei fregatidi, la famiglia di uccelli che attualmente comprende le fregate.

## Paleoecologia
I fossili dei membri del genere Limnofregata sono stati ritrovati in zone che, nell'Eocene, ospitavano ambienti di acqua dolce, al contrario delle preferenze marine dei loro parenti attuali (Limnofregata significa infatti "fregata di acqua dolce"). Si suppone che il modo di vita di Limnofregata fosse abbastanza simile a quello degli attuali gabbiani (gen. Larus). Questi animali vivevano in laghi salmastri che si formavano nella valle di Green River a causa della nascita delle Montagne Rocciose, nutrendosi di piccoli vertebrati e probabilmente "rubando" il cibo ad altri uccelli o cibandosi di pesci morti (come Knightia) durante le mortalità di massa estive a causa dell'impoverimento di ossigeno nei laghi eutrofici. È probabile che, al contrario delle fregate attuali, Limnofregata non fosse dotata di un dimorfismo sessuale spiccato e che non possedesse il tipico "pallone" golare, dal momento che le ossa della gola erano notevolmente differenti.